# Neópolis
Neópolis es un municipio brasileño del estado de Sergipe. Se localiza a una latitud 10º19'12" sur y a una longitud 36º34'46" oeste, estando a una altitud de 30 metros. Su población estimada en 2004 era de 20 141 habitantes. La densidad demográfica es de 75,5 hab/km²
Posee un área de 249,9 km².

## Historia
Neópolis es una ciudad histórica que vivió muchos años bajo el dominio de los holandeses, comandado por el príncipe Maurício de Nassau que inclusive vivió en la ciudad. Fue él quien construyó el entonces fuerte de Keer de Koe, que después fue tomado por los portugueses. Posteriormente los frailes lo transformaron en la bellísima Iglesia del Rosário. Desde el fuerte existía una vinculación subterránea con el cuerpo de la guardia (donde hoy está construido el edificio de la secretaria de Acción Social) hasta la casa del príncipe y de ahí hasta la rocheira (que está a orillas del Río São Francisco).